# ناز شاه
نسیم «ناز» شاه (زادهٔ ۱۳ نوامبر ۱۹۷۳) سیاست‌مدار نماینده مجلس بریتانیایی است. او در انتخابات عمومی سال ۲۰۱۵، به عنوان نمایندهٔ غرب بردفورد در مجلس عوام به عنوان نامزد حزب کارگر برگزیده شد و کرسی جرج گلووی از حزب رسپکت را به دست آورد.